# Henrik Kruusval
Carl Henrik Kruusval, född 10 november 1973 i Nylöse församling i Göteborgs kommun, är en svensk TV-programledare.
Kruusval leder sedan 2010 Landet runt på söndagskvällarna i SVT1. Tidigare har han arbetat på Lokala Nyheter Väst och varit programledare för den regionala talkshowen Eftersnack. Kruusval har varit anställd på Sveriges Television sedan 2003.
Kruusval gick ekonomisk linje på gymnasiet. Under sitt tredje gymnasieår vann han en uppsatstävling om rasism och upptäckte att det var skrivandet han ville ägna sig åt. Han gjorde värnplikten som flygplansbrandman på Göteborg-Landvetter flygplats och läste på journalistlinjen vid Nordiska folkhögskolan i Kungälv efter det. Han bor med sin sambo och deras tre barn i Göteborg.
Han är son till Urmas Kruusval och illustratören Catarina Kruusval.